# افشین سراجی
afshin seraji افشین سراجی(زادهٔ ۲۵ شهریور ۱۳۶۶، ایلام، شهرستان بدره) بازیکن راگبی اهل ایران است که از سال ۱۳۹۲ به عضویت تیم ملی راگبی مردان ایران درآمده است. اودانشجوی ارشد دانشگاه شهید بهشتی است و همچنین بهترین بازیکن سال‌ ۹۷ راگبی ایران شد افشین سراجی آتش‌نشان ایستگاه ۹۲ در تهرانپارس است و عناوین جوان نخبه برتر سال ۱۳۹۴ و آتش‌نشان جوان نمونه تهران را از دستان محمود گودرزی وزیر ورزش وقت دریافت کرده‌است.

## دعوت به تیم ملی
از سال ۱۳۹۲ در عضویت تیم ملی ۷ و ۱۵ نفره راگبی است
- حضور در مرحله نهایی انتخابی المپیک ۲۰۱۶
- حضور در مسابقات قهرمانی آسیا امارات ۲۰۱۶
- حضور در مسابقات رنکینگ قطر با تیم ملی ۲۰۱۷
- مسابقات قهرمانی غرب آسیا.[۴]
- مسابقات قهرمانی رنکینگ آسیا ۲۰۱۸سنگاپور[۵]
- عضو تیم ملی آتش‌نشانان ایران در المپیاد جهانی آتش‌نشان _کره جنوبی ۲۰۱۸

## سمت‌ها
مدرس رسمی مربیگری راگبی فدراسیون انجمن ورزشی
- مربی بین‌المللی ۷و ۱۵ نفره لول ۱ راگبی
- داور بین‌المللی لول یک راگبی

## افتخارات

جایزه جوان نخبه سال از دستان وزیر ورزش محمود گودرزی

بهترین بازیکن سال ۹۷ راگبی۱۵ نفره کشور از دستان سفیر نیوزلند

- قهرمان عملیات ورزشی آتش‌نشانان ایران دو دوره[۷]
- جوان نخبه برتر سال ۹۴[۸]
- مقام سوم راگبی غرب آسیا
- چهارم مسابقات بین‌المللی ایتالیا سال ۲۰۱۷[۲]
- بهترین بازیکن سال راگبی ایران
- کسب دو نقره مسابقات جام اتش نشانان[۹]

### عناوین باشگاهی
- قهرمانی و نایب قهرمانی مسابقات لیگ برتر ۱۵ نفره کشور چند دوره
- قهرمانی و نایب قهرمانی ساحلی کشور
- مقام سوم راگبی ساحلی قهرمانی کشور با تیم داتیس تهران اردیبهشت ۹۷
- قهرمانی و سومی مسابقات ۷ نفره لیگ ۱ و لیگ برتر کشور